# Élections municipales de 1995 à Rennes
Pour un article plus général, voir Élections municipales françaises de 1995.
Les élections municipales ont lieu les 11 et 18 juin 1995 à Rennes.

## Mode de scrutin
Le mode de scrutin à Rennes est celui des villes de plus de 1 000 habitants : la liste arrivée en tête obtient la moitié des 59 sièges du conseil municipal. Le reste est réparti à la proportionnelle entre toutes les listes ayant obtenu au moins 5 % des suffrages exprimés. Un deuxième tour est organisé si aucune liste n'atteint la majorité absolue et au moins 25 % des inscrits au premier tour. Seules les listes ayant obtenu aux moins 10 % des suffrages exprimés peuvent s'y présenter. Les listes ayant obtenu au moins 5 % des suffrages exprimés peuvent fusionner avec une liste présente au second tour.

## Candidats
| Liste | Liste                                                                             | Partis                     | Tête de liste        |
| ----- | --------------------------------------------------------------------------------- | -------------------------- | -------------------- |
|       | Rassemblement utile à tous                                                        | SE                         | Anne Baudoux         |
|       | Rennes verte, écologie, solidarité et démocratie                                  | Verts                      | Yves Cochet          |
|       | Rennes solidaire et citoyenne                                                     | PS-PCF-Radical-UDB-CES-R&V | Edmond Hervé         |
|       | Agir pour les Rennais                                                             | RPR-UDF-MPF                | Yvon Jacob           |
|       | Lutte ouvrière pour un plan de défense des travailleurs et des chômeurs           | LO                         | Raymond Madec        |
|       | Entente nationale pour Rennes                                                     | FN                         | Pierre Maugendre     |
|       | Pour la défense de la démocratie communale, de la laïcité et des services publics | PT                         | Bernard Réty         |
|       | Créativité et rayonnement pour Rennes                                             | DVD                        | Philippe Taillandier |

## Résultats
- Maire sortant : Edmond Hervé (PS)
- 59 sièges à pourvoir au conseil municipal (population légale 1990 : 197 536 habitants)

|                                                                                         |                      |                            |              |              |             |             |        |        |  |
| Tête de liste                                                                           | Tête de liste        | Liste                      | Premier tour | Premier tour | Second tour | Second tour | Sièges | Sièges |  |
| Tête de liste                                                                           | Tête de liste        | Liste                      | Voix         | %            | Voix        | %           | CM     |        |  |
|                                                                                         | Edmond Hervé *       | PS-PCF-Radical-UDB-CES-R&V | 32 353       | 48,68        | 38 042      | 59,45       | 47     |        |  |
| Rennes solidaire et citoyenne                                                           |                      |                            | 32 353       | 48,68        | 38 042      | 59,45       | 47     |        |  |
|                                                                                         | Yvon Jacob           | RPR-UDF-MPF                | 20 250       | 30,47        | 25 946      | 40,55       | 12     |        |  |
| Agir pour les Rennais                                                                   |                      |                            | 20 250       | 30,47        | 25 946      | 40,55       | 12     |        |  |
|                                                                                         | Yves Cochet          | Les Verts                  | 5 182        | 7,80         |             |             |        |        |  |
| Rennes verte, écologie, solidarité et démocratie                                        |                      |                            | 5 182        | 7,80         |             |             |        |        |  |
|                                                                                         | Pierre Maugendre     | FN                         | 2 744        | 4,13         |             |             |        |        |  |
| Entente nationale pour Rennes                                                           |                      |                            | 2 744        | 4,13         |             |             |        |        |  |
|                                                                                         | Philippe Taillandier | DVD                        | 2 268        | 3,41         |             |             |        |        |  |
| Créativité et rayonnement pour Rennes                                                   |                      |                            | 2 268        | 3,41         |             |             |        |        |  |
|                                                                                         | Raymond Madec        | LO                         | 1 620        | 2,44         |             |             |        |        |  |
| Lutte ouvrière pour un plan de défense des travailleurs et des chômeurs                 |                      |                            | 1 620        | 2,44         |             |             |        |        |  |
|                                                                                         | Anne Baudoux         | SE                         | 1 406        | 2,12         |             |             |        |        |  |
| Rassemblement utile à tous                                                              |                      |                            | 1 406        | 2,12         |             |             |        |        |  |
|                                                                                         | Bernard Réty         | PT                         | 633          | 0,95         |             |             |        |        |  |
| Liste pour la défense de la démocratie communale, de la laïcité et des services publics |                      |                            | 633          | 0,95         |             |             |        |        |  |
|                                                                                         |                      |                            |              |              |             |             |        |        |  |
| Inscrits                                                                                | Inscrits             | Inscrits                   | 121 043      | 100,00       | 121 043     | 100,00      |        |        |  |
| Abstentions                                                                             | Abstentions          | Abstentions                | 53 582       | 44,27        | 54 850      | 45,31       |        |        |  |
| Votants                                                                                 | Votants              | Votants                    | 67 461       | 55,73        | 66 193      | 54,69       |        |        |  |
| Blancs ou nuls                                                                          | Blancs ou nuls       | Blancs ou nuls             | 1 005        | 0,83         | 2 205       | 1,82        |        |        |  |
| Exprimés                                                                                | Exprimés             | Exprimés                   | 66 456       | 54,90        | 63 988      | 52,86       |        |        |  |
| * Liste du maire sortant                                                                |                      |                            |              |              |             |             |        |        |  |